# Молдавский, Александр Ефимович
Александр Ефимович Молдавский (род. 2 апреля 1924, Гайсин) — советский сценарист, инженер-капитан I ранга.

## Биография
Родился 2 апреля 1924 года в городе Гайсин.
В 1947 году окончил радиотехнический факультет Высшего военно-морского училища имени А. С. Попова по специальности «инженерная электроника». Служил на флоте до 1973 года.
Член Союза кинематографистов Молдавии с 1978 года.
С 1991 года — в Израиле.

## Фильмография
- 1973 — Командир счастливой «Щуки» («Мосфильм»)
- 1975 — «Что человеку надо?» («Молдова-филм»)
- 1980 — «Аллегро с огнём» («Одесская киностудия»)
- 1982 — «Ржавчина»
- 1985 — «О возвращении забыть» («Молдова-филм»)
- 1989 — «Операция Вундерланд» («Грузия-фильм»)